# Escriptura (impost)
Escriptura (Scriptura) fou la part de les taxes romanes que derivava de la part de les terres públiques que havien estat excloses de l'aprofitament per cultiu.
Eren considerats prats boscos o selva (pascua publica, saltus o silvae). Les persones que les utilitzaven per aprofitament sobretot per pastura i també per llenya i altres utilitats, havien de pagar una taxa als censors, que ho delegaven en publicans; el pagament depenia de la terra i de la importància dels ramats. Sembla que l'estat romà treia un benefici considerable d'aquestes terres.
Els publicans registraven als que portaven els seus ramats a aquestes terres (registrar = scribere) d'eon va derivar el nom del pagament (scriptura) i de la mateixa terra (ager scripturarius) i el dels cobradors publicans (scripturarii). Si algú portava ramats a terres públiques sense registrar, aquestos ramats eren anomenats pecudes inscriptae i el seu propietari havia de pagar una multa establerta per una de les lleis censòries mentre el ramat era confiscat i subhastat.
A Itàlia l'escriptura fou eliminada per la llei Thoria i les terres no foren ni venudes ni distribuïdes; a províncies aquestes terres van existir fins a l'Imperi quan deixen de ser esmentades.